# Poczta Główna w Słupsku
Poczta Główna w Słupsku – zabytkowy, neogotycki budynek poczty w Słupsku, znajdujący się u zbiegu ulic Łukasiewicza i Mikołajskiej. Gmach wybudowano w 1879 roku. Obecnie mieści się w nim Urząd Pocztowy nr 12 Poczty Polskiej.
W 1814 roku, przed przeprowadzką, poczta mieściła się przy Mittelstraße (tj. dzisiejszej ul. Mikołajskiej), zatrudniano tam 3 do 5 osób obsługi. Kursy pojazdów (dyliżansów) odbywały się na trasach Szczecin – Gdańsk, Królewiec i do Bytowa. W 1838 r., po śmierci majora Kleista dom z pocztą sprzedano młynarzowi. W 1850 r. budynek wykupił nowy dyrektor poczty płk von Gerhardt, który posiadał już poczthalterię. W Słupsku w XIX w. nastąpił wzrost liczby mieszkańców, miasto otrzymało połączenia kolejowe, wkroczył postęp techniczny przez wprowadzenie do użytku telegrafu i telefonu. Zaistniała konieczność wybudowania nowego gmachu poczty. 20 listopada 1879 gotowy budynek uroczyście przekazano do eksploatacji, jako jeden z kilkuset budynków pocztowych, wybudowanych z polecenia ówczesnego ministra poczty Rzeszy generalnego poczmistrza Heinricha von Stephana, który uczestniczył w uroczystości osobiście. [...] Projekt budynku wykonał August Kind zgodnie ze wskazówkami H. Stephana, który też projekt zatwierdził. Prace budowlane były nadzorowane przez radcę pocztowego Wolffa i architekta Flessburga. Wykonawcami byli miejscowi specjaliści. Forma budynku nie uległa do naszych czasów przemianom.[...].
W setną rocznicę śmierci H. von Stephana w głównym holu Poczty Głównej uroczyście odsłonięto poświęconą mu tablicę pamiątkową.